# 박유전
박유전(朴裕全, 1835년~1906년)은 조선 말기의 판소리 명창이다. 전북 순창 출신이다.
8명창의 한 사람이다. 서편제 가객의 수령격으로 고운 목소리와 훌륭한 기량을 갖추고 품위가 탁월하여 흥선대원군의 총애를 받았으며, 무과에도 급제하였다. 눈 하나가 없어 대원군이 오수경(검은 안경)을 주었다고 한다. 대원군이 그의 소리를 듣고 감탄하여 “네가 제일(第一) 강산(江山)이다”라고 말하였다 하여 그의 거주지 강산리(岡山里)를 따서 강산(江山)이라는 호를 내렸다.
《심청가》, 《적벽가》를 잘하였고 특히 〈새타령〉을 잘했다. 판소리에 새로운 스타일을 넣었다. 서편제의 창시자로도 알려졌다. 말년에 전라남도 보성 강산리에서 여생을 보내며 정창업, 김창환 계통의 서편제와 구별되는 강산제를 창시하였다. 그의 소리는 이날치·정재근에 의하여 계승되었다. 무형문화재 보유자 정권진이 강산제 《심청가》를 보유하고 있다. 그의 더늠은 《춘향가》 중 〈이별가〉라 한다.